# Władysław Teofil Kulesza
Władysław Teofil Kulesza – polski prawnik, doktor habilitowany nauk prawnych, nauczyciel akademicki Uniwersytetu Warszawskiego, specjalista w zakresie historii doktryn politycznych i prawnych.

## Życiorys
Ukończył II Liceum Ogólnokształcące im. Stefana Batorego w Warszawie (1968). W 2015 na Wydziale Prawa i Administracji Uniwersytetu Warszawskiego na podstawie dorobku naukowego oraz rozprawy pt. Państwo w myśli politycznej i ustrojowo-prawnej Wacława Makowskiego uzyskał stopień doktora habilitowanego nauk prawnych w zakresie prawa, specjalność: historia doktryn polityczno-prawnych. Został adiunktem Uniwersytetu Warszawskiego zatrudnionym w Katedrze Historii Doktryn Polityczno-Prawnych